# Episodi di Trapper John (settima stagione)
La settima stagione della serie televisiva Trapper John è stata trasmessa in anteprima negli Stati Uniti d'America dalla CBS tra il 6 ottobre 1985 e il 4 settembre 1986.
| nº | Titolo originale              | Titolo italiano | Prima TV USA     | Prima TV Italia |
| -- | ----------------------------- | --------------- | ---------------- | --------------- |
| 1  | Game of Hearts (Part 1)       |                 | 6 ottobre 1985   |                 |
| 2  | Game of Hearts (Part 2)       |                 | 13 ottobre 1985  |                 |
| 3  | Hot Shot                      |                 | 20 ottobre 1985  |                 |
| 4  | Just Around the Coroner       |                 | 27 ottobre 1985  |                 |
| 5  | Friends and Lovers            |                 | 3 novembre 1985  |                 |
| 6  | The Wunderkind                |                 | 10 novembre 1985 |                 |
| 7  | A Wheel in a Wheel            |                 | 1º dicembre 1985 |                 |
| 8  | The Second Best Man           |                 | 15 dicembre 1985 |                 |
| 9  | Billboard Barney              |                 | 29 dicembre 1985 |                 |
| 10 | Going, Going, Gonzo           |                 | 5 gennaio 1986   |                 |
| 11 | Heart and Seoul               |                 | 28 gennaio 1986  |                 |
| 12 | Life, Death and Dr. Christmas |                 | 18 febbraio 1986 |                 |
| 13 | Judgement Day                 |                 | 4 marzo 1986     |                 |
| 14 | Fall of the Wild              |                 | 11 marzo 1986    |                 |
| 15 | The Curmudgeon                |                 | 18 marzo 1986    |                 |
| 16 | Self-Diagnosis                |                 | 14 agosto 1986   |                 |
| 17 | Research and Destroy          |                 | 21 agosto 1986   |                 |
| 18 | Strange Bedfellows            |                 | 28 agosto 1986   |                 |
| 19 | Elusive Butterfly             |                 | 4 settembre 1986 |                 |